# Крум Пчелински
Крум Пчелински е български военен и просветен деец.

## Биография
Роден е в 1890 година в София, България. Работи като учител. Учи висше образование, но прекъсва.
При избухването на Балканската война в 1912 година Пчелински е войвода на Сярската партизанска чета на Македоно-одринското опълчение, която по-късно влиза в Нестроевата рота на 13 кукушка дружина.
| Сярска чета на МОО с командир Крум Пчелински | Сярска чета на МОО с командир Крум Пчелински      | Сярска чета на МОО с командир Крум Пчелински | Сярска чета на МОО с командир Крум Пчелински | Сярска чета на МОО с командир Крум Пчелински | Сярска чета на МОО с командир Крум Пчелински |
| Номер                                        | Име                                               | Години                                       | Околия                                       | Селище                                       | Бележки                                      |
| -------------------------------------------- | ------------------------------------------------- | -------------------------------------------- | -------------------------------------------- | -------------------------------------------- | -------------------------------------------- |
|                                              | Абрам Агопов                                      | 30                                           | Родостенско                                  | Родосто                                      |                                              |
|                                              | Амира Д. Арнаудов                                 | 26                                           | Варненско                                    | Варна                                        |                                              |
|                                              | Асадур Агупов                                     | 28                                           | Цариградско                                  | Цариград                                     |                                              |
|                                              | Данаил Филипов                                    | 21                                           | Варненско                                    | Варна                                        |                                              |
|                                              | Иван Андонов                                      | 25                                           | Валовищко                                    | Хаджи бейлик                                 | загинал на 2 юли 1913 година при Царево село |
|                                              | Кирил Сергиев                                     | 29                                           | Тулчанско                                    | Тулча                                        |                                              |
|                                              | Манук Авдикян                                     | 24 (30)                                      | Чорленско                                    | Чорлу                                        |                                              |
|                                              | Никола Ив. Арапов                                 | 28                                           | Дупнишко                                     | Дупница                                      |                                              |
|                                              | Нишан Азаров                                      | 33                                           | Варненско                                    | Варна                                        |                                              |
|                                              | Петър Лефтеров                                    | 25                                           | Варненско                                    | Варна                                        |                                              |
|                                              | Пърфен (Парфенко) Ал. Александров (Александрович) | 23                                           | ?                                            | Комармане                                    |                                              |
|                                              | Стоян Ангелов                                     | 26                                           | Призренско                                   | Призрен                                      |                                              |